# ケイティーズ
ケイティーズ（Katies、1981年4月22日 - 2004年8月20日）は、アイルランド産の競走馬。1984年のアイリッシュ1000ギニー優勝馬。引退後は繁殖牝馬となり、GI競走2勝を挙げたヒシアマゾンなど3頭の重賞優勝馬を輩出した。
半弟に種牡馬のMillfontaine（ミルフォンティーヌ）（父ミルリーフ）、伯父にナンソープステークスなど重賞3勝のPolyfoto（ポリフォト）がいる。

## 経歴

### 戦績
1歳時に上場されたセリ市において1万1000ギニーという安価で購買され、J.フィッシャーの所有馬となった。1983年9月にニューマーケット競馬場でデビューし、2戦目で初勝利。翌1984年4月に2勝目を挙げ、同月に出走したG2競走・プリンセスエリザベスステークスで3着となった後、その素質を見込んだ馬主のテリー・ラムズデンに50万ポンドでトレードされた。
次走に臨んだアイルランドの牝馬クラシック初戦・アイリッシュ1000ギニーではオッズ20対1と人気薄であったが、フィリップ・ロビンソンを背に、最後の直線入り口での先頭からゴールまで逃げ切って優勝、重賞初勝利をG1競走で果たした。続くコロネーションステークスではイギリスの1000ギニーを制したペブルス(en)と対戦。同馬もロビンソンが騎手を務めていたが、当日は本馬の方に騎乗した。レースでは直線で先頭にペブルスをゴール前で差し切り、1馬身半の差を付けて勝利した。
しかし、次走のチャイルドステークスでは同期牝馬マイセリームに5馬身差の2着と敗れ、9月に出走したクイーンエリザベス2世ステークスでは5歳騸馬テレプロンプター（翌年のアーリントンミリオン優勝馬）と直線で競り合ったが、クビ差後れての2着となった。
この後、ケイティーズはゴフスで行われた繁殖牝馬セールに上場されたが、280万ギニーという設定価格で主取り（購買者なし）となった。これを受けて翌年以降も現役を続行すると見られたが、結局以後は出走することなく引退した。

### 繁殖牝馬時代
1985年よりイギリスで繁殖生活に入り、クリスと交配された後にアメリカへ送られ、クリスタルスプリングスファームに繋養された。以後出産した3頭の産駒はいずれもヨーロッパとアメリカで出走している。
1989年11月、ファシグティプトン社主催のセールへアリダーの仔を受胎した状態で上場され、日本から参加していた阿部雅一郎が100万ドルで落札した。このセールで阿部は計3頭の繁殖牝馬を購買、他の2頭は日本へ送られたが、ケイティーズだけは調教師の中野隆良の進言でアメリカに残され、ケンタッキー州のテイラーメイドファームに預託繋養された。以後は1998年に売却されるまで、交配・出産をアメリカで行い、産駒は日本で走るという形が取られ、セール時に受胎していたヒシアリダーは日本で走った後種牡馬入りした。阿部購買後の2番目の産駒ヒシアマゾンはGI競走の阪神3歳牝馬ステークス、エリザベス女王杯を含め、牡馬も相手に9つの重賞に勝利した。他にヒシナイル、ヒシピナクルも重賞勝利を挙げている。また、初仔ケイティーズファースト、3番仔ホワットケイティーディドは繁殖牝馬として日本で良績を残し、前者は2007年のJRA年度代表馬アドマイヤムーンと2021年皐月賞馬エフフォーリアの祖母となり、後者は2008年のJRA賞最優秀短距離馬スリープレスナイトの母となった。
ケイティーズ自身は1998年11月にキーンランドで行われた繁殖牝馬セールに出品され、有力馬主のアーロン・ジョーンズが62万5000ドルで購買した。以後もテイラーメイドファームで繋養が続けられたが、2004年8月20日、立ち上がることができなくなったため安楽死の措置が執られた。23歳。遺体は同場内に葬られた。

## 産駒一覧
| 生年 | 馬名                     | 性 | 父                 | 戦績     | 主な勝利競走 |
| ---- | ------------------------ | -- | ------------------ | -------- | --- |
| 1987 | ケイティーズファースト   | 牝 | Kris               | 19戦4勝  | |
| 1988 | Jet Route                | 牝 | Alydar             | 5戦3勝   | |
| 1989 | ホワットケイティーディド | 牝 | Nureyev            | 6戦3勝   | |
| 1990 | ヒシアリダー             | 牡 | Alydar             | 20戦5勝  | |
| 1991 | ヒシアマゾン             | 牝 | Theatrical         | 20戦10勝 | - (GI) エリザベス女王杯、阪神3歳牝馬ステークス - (GII) ニュージーランドトロフィー4歳ステークス、ローズステークス オールカマー、京都大賞典 - (GIII) クイーンカップ、クリスタルカップ、クイーンステークス |
| 1992 | ヒシフジヤマ             | 牡 | Bering             | 8戦0勝   | |
| 1993 | ヒシイースター           | 牡 | シアトルダンサーII | 27戦3勝  | |
| 1994 | ヒシナイル               | 牝 | A.P.Indy           | 29戦2勝  | - (GIII) フェアリーステークス |
| 1995 | ヒシレイホウ             | 牝 | Dayjur             | 25戦4勝  | |
| 1996 | ヒシピナクル             | 牝 | Theatrical         | 24戦4勝  | - (GII) ローズステークス |
| 1999 | マチカネウコン           | 牡 | Theatrical         | 3戦1勝   | |
| 2000 | Word of Mouth            | 牝 | Saint Ballado      | 不出走   | |
| 2001 | ロードレンジャー         | 牡 | Forestry           | 26戦2勝  | |
| 2004 | Broadway Bound           | 牡 | Theatrical         | 3戦0勝   | |

## 主なファミリーライン
※1：「f」は「filly（牝馬）」の略、「c」は「colt（牡馬）」の略。※2：括弧内の競走名のうち、太字は国内限定を含む GI 級競走、#印は統一性のない主催者独自格付けの重賞競走。
- ケイティーズ 1981 f
  - ケイティーズファースト 1987 f
    - クィーンズダガー 1995 f
      - ダガーズアラベスク 2003 f（地方4勝、東京2歳優駿牝馬#、ローレル賞#）

    - マイケイティーズ 1998 f
      - アドマイヤムーン 2003 c（10勝、ドバイデューティーフリー、宝塚記念、ジャパンカップなど重賞8勝）
      - ファーストチェア 2004 f（未勝利）
        - フルデプスリーダー 2017 c（6勝、エルムステークス）

    - ケイティーズハート 2009 f
      - エフフォーリア 2018 c（6勝、共同通信杯、皐月賞、天皇賞（秋）、有馬記念）

  - Jet Route 1988 f
    - シルクフレアー 1995 f
      - シルクヴィーナス 2006 f
        - プレイアンドリアル 2011 c （3勝、京成杯、ジュニアグランプリ#）
        - エエヤン 2020 c （現役、ニュージーランドトロフィー）

  - ホワットケイティーディド 1989 f
    - アドマイヤライト 1996 f
      - ベルーガ 2015 f（2勝、ファンタジーステークス）

    - スリープレスナイト 2004 f（9勝、スプリンターズステークスなど重賞 3 勝）
    - スクワドロン 2010 c（中央2勝、地方4勝、黒潮スプリンターズカップ#）

  - ヒシアマゾン 1991 f（10勝、阪神3歳牝馬ステークス、エリザベス女王杯など重賞9勝）
  - ヒシナイル 1994 f（2勝、フェアリーステークス）
    - ルヴィロンザ 2010 f
      - トゥールリー 2021 c（現役、九州ジュニアチャンピオン#、佐賀若駒賞#、飛燕賞#）

  - ヒシレイホウ 1995 f（4勝）
    - ヒシセーブル 1993 f (未勝利)
      - プルーフポジティブ 2009 c （中央3勝、地方4勝、宝満山賞#、鶴見岳賞#、六角川賞#）

  - ヒシピナクル 1996 f（4勝、ローズステークス）

牝系図の出典：Galopp-Sieger

## 血統表
| ケイティーズの血統（ニアークティック系 / Pharos（Fairway） 4×4=12.50%、Papyrus 5×5=6.25%（母内）） | ケイティーズの血統（ニアークティック系 / Pharos（Fairway） 4×4=12.50%、Papyrus 5×5=6.25%（母内）） | ケイティーズの血統（ニアークティック系 / Pharos（Fairway） 4×4=12.50%、Papyrus 5×5=6.25%（母内）） | （血統表の出典）        | （血統表の出典） |
| 父 *ノノアルコ Nonoalco 1971 鹿毛                                                                  | 父の父Nearctic 1954 鹿毛                                                                           | Nearco                                                                                             | Pharos                  | Pharos           |
| 父 *ノノアルコ Nonoalco 1971 鹿毛                                                                  | 父の父Nearctic 1954 鹿毛                                                                           | Nearco                                                                                             | Nogara                  |                  |
| 父 *ノノアルコ Nonoalco 1971 鹿毛                                                                  | 父の父Nearctic 1954 鹿毛                                                                           | Lady Angela                                                                                        | Hyperion                | Hyperion         |
| 父 *ノノアルコ Nonoalco 1971 鹿毛                                                                  | 父の父Nearctic 1954 鹿毛                                                                           | Lady Angela                                                                                        | Sister Sarah            |                  |
| 父 *ノノアルコ Nonoalco 1971 鹿毛                                                                  | 父の母Seximee 1966 栗毛                                                                            | Hasty Road                                                                                         | Roman                   | Roman            |
| 父 *ノノアルコ Nonoalco 1971 鹿毛                                                                  | 父の母Seximee 1966 栗毛                                                                            | Hasty Road                                                                                         | Traffic Court           |                  |
| 父 *ノノアルコ Nonoalco 1971 鹿毛                                                                  | 父の母Seximee 1966 栗毛                                                                            | Jambo                                                                                              | Crafty Admiral          | Crafty Admiral   |
| 父 *ノノアルコ Nonoalco 1971 鹿毛                                                                  | 父の母Seximee 1966 栗毛                                                                            | Jambo                                                                                              | Bank Account            |                  |
| 母 Mortefontaine 1969 鹿毛                                                                         | 母の父*ポリック Polic 1953 黒鹿毛                                                                  | Relic                                                                                              | War Relic               | War Relic        |
| 母 Mortefontaine 1969 鹿毛                                                                         | 母の父*ポリック Polic 1953 黒鹿毛                                                                  | Relic                                                                                              | Bridal Colors           |                  |
| 母 Mortefontaine 1969 鹿毛                                                                         | 母の父*ポリック Polic 1953 黒鹿毛                                                                  | Polaire                                                                                            | Le Volcan               | Le Volcan        |
| 母 Mortefontaine 1969 鹿毛                                                                         | 母の父*ポリック Polic 1953 黒鹿毛                                                                  | Polaire                                                                                            | Stella Polaris          |                  |
| 母 Mortefontaine 1969 鹿毛                                                                         | 母の母Brabantia 1953 黒鹿毛                                                                        | Honeyway                                                                                           | Fairway                 | Fairway          |
| 母 Mortefontaine 1969 鹿毛                                                                         | 母の母Brabantia 1953 黒鹿毛                                                                        | Honeyway                                                                                           | Honey Buzzard           |                  |
| 母 Mortefontaine 1969 鹿毛                                                                         | 母の母Brabantia 1953 黒鹿毛                                                                        | Porthaven                                                                                          | Portlaw                 | Portlaw          |
| 母 Mortefontaine 1969 鹿毛                                                                         | 母の母Brabantia 1953 黒鹿毛                                                                        | Porthaven                                                                                          | Peaceful Light F-No.7-f |                  |

- 半姉Polifontaineの孫に英重賞1勝・セントレジャーステークス2着のThe Geezer
- 祖母Brabantiaの半姉Brunaceの子孫に濠GI2勝のJacks or Better